# 소라게
소라게 또는 집게(Hermit crab)는 십각목, 소라게상과 또는 참집게상과(Paguroidea) 중에서 주로 고둥의 패각을 직접 짊어지고 생활하는 갑각류를 가리키는 명칭이다. 새우와 게와 동일한 십각목이지만, 조개 등에 몸을 맞추기 위해 체형을 변형시키고 있다.
또한 소라게의 몸은 두흉부와 복부로 나뉜다. 그리고 집게는 대부분 좌우 비대칭이며, 큰 가위발은 몸을 껍질에 집어넣어 입구를 막는데 사용된다.

## 개요

껍데기에서부터 나오고 있는 소라게

다른 갑각류와는 달리 소라게 대부분의 종은 약하고 긴 나선형 복부가 있다. 취약한 복부는 몸 전체를 숨길 수 있는 짊어지고 있는 껍데기로 보호한다. 대부분 소라 껍데기를 집으로 쓰지만 이매패류와 굴족류의 껍데기, 속이 빈 나무나 돌을 쓰기도 하고, 해안가의 쓰레기를 쓰기도 한다.
대부분의 종은 다양한 깊이의 해수에서 산다. 열대  육지에서 사는 종이 있으며, 역시 물을 필요로 한다. 대부분의 소라게는 야행성이다.

## 생태
소라게는 자라면서 더 큰 껍데기를 필요로 한다. 꼭 맞는 껍데기는 종종 양이 부족하므로, 껍데기를 차지하기 위한 경쟁이 일어나기도 한다. 다른 소라게와 복족류의 개체 수가 차지할 수 있는 빈 껍데기의 양과 관련이 있다. 취향에 맞는 껍데기를 차지하기 위해서 경쟁자와 싸우거나 경쟁자를 죽이기도 한다. 하지만 몸집 차이가 크다면 빈 껍데기를 향한 경쟁이 줄어들거나 일어나지 않을 수도 있다. 몸집에 비해 작은 껍데기를 쓰는 소라게는 알맞은 껍데기를 쓰는 소라게보다 성장이 더디며, 껍데기로 완전히 몸을 피할 수 없는 소라게는 먹힐 가능성이 높다.
소라게가 새 껍데기를 찾을 때에는 껍데기 밖으로 나와 새 껍데기의 크기를 가늠한다. 새 껍데기가 크다면, 원래 자신의 껍데기로 다시 들어가 길게는 8시간까지 있는다. 다른 새로운 소라게가 와 새 껍데기의 크기를 잰 뒤 역시 크다면 또다른 소라게를 기다리며, 최대 20여 개체까지 크기 순으로 기다린다. 새 소라게가 와서 껍데기를 가져가면서 자신이 입고 있던 껍데기를 벗고 가면, 크기 순으로 기다리고 있던 소라게들이 와 연속적으로 껍데기를 갈아입는다.

## 반려 동물
소라게는 반려 동물로서도 키워진다. 엄밀히 말하면, 애완용 내지 관상용 동물이라고 할 수 있다. 육지 소라게(뭍집게과) 가운데 주로 사육되는 종은 인도소라게, 딸기소라게, 러그소라게, 바이오 소라게, 에콰도르소라게, 캐리비안뭍집게, 서태평양소라게 등이 있다.
사육되는 소라게는 몇 개월밖에 살지 못한다는 인식이 있으나, 잘 사육하지 못해서 그런 것이다. 사육시 1-2년은 보통이고, 그 이상 5년 정도를 사는 경우도 흔하다. 캐리비안뭍집게 같은 종은 잘 키우면 23년까지 살 수 있으며, 32년까지 산 종도 있다. 그러나 이런 경우는 예외적인 것이고, 보통의 일반 가정에서는 최대한 잘 사육해도 10년 남짓이라고 한다.

## 하위 과
- 뭍집게과 (Coenobitidae)
- 넓적왼손집게과 (Diogenidae)
- 집게과 (Paguridae)
- Parapaguridae
- Parapylochelidae
- 뿔조개집게과 (Pylochelidae)
- Pylojacquesidae

## 같이 보기
- Hermit Crab Forum
- Hermit-Crabs.com